# Cheiracanthium auenati
Cheiracanthium auenati is een spinnensoort uit de familie Cheiracanthiidae.
De wetenschappelijke naam van de soort werd in 1936 gepubliceerd door Lodovico di Caporiacco.